# Кондамин (Ен)
Кондамин (фр. Condamine) је насељено место у Француској у региону Рона-Алпи, у департману Ен (Рона-Алпи).
По подацима из 2011. године у општини је живело 406 становника, а густина насељености је износила 87,5 становника/km².

## Демографија
| 1962. | 1968. | 1975. | 1982. | 1990. | 2011. |
| ----- | ----- | ----- | ----- | ----- | ----- |
| 206   | 182   | 148   | 194   | 248   | 406   |